# 岩上龍
岩上 龍（いわかみ りょう、2000年9月29日 - ）は、ジャパンラグビーリーグワン花園近鉄ライナーズに所属するラグビー選手。

## プロフィール
- 東京都出身[1]。
- ポジションはプロップ(PR)。
- 身長 182 cm、体重 105 kg
- U20日本代表候補に選ばれたことがある[2]。

## 来歴
2019年、目黒学院高校卒業後、日本大学に入る。
2023年1月、アーリーエントリーで花園近鉄ライナーズに加入。同年3月25日に行われたJAPAN RUGBY LEAGUE ONE第13節横浜イーグルス戦にて途中出場でリーグワン公式戦初出場を果たした。同月、日本大学卒業。